# ورزشگاه ولودروم دو ونسن

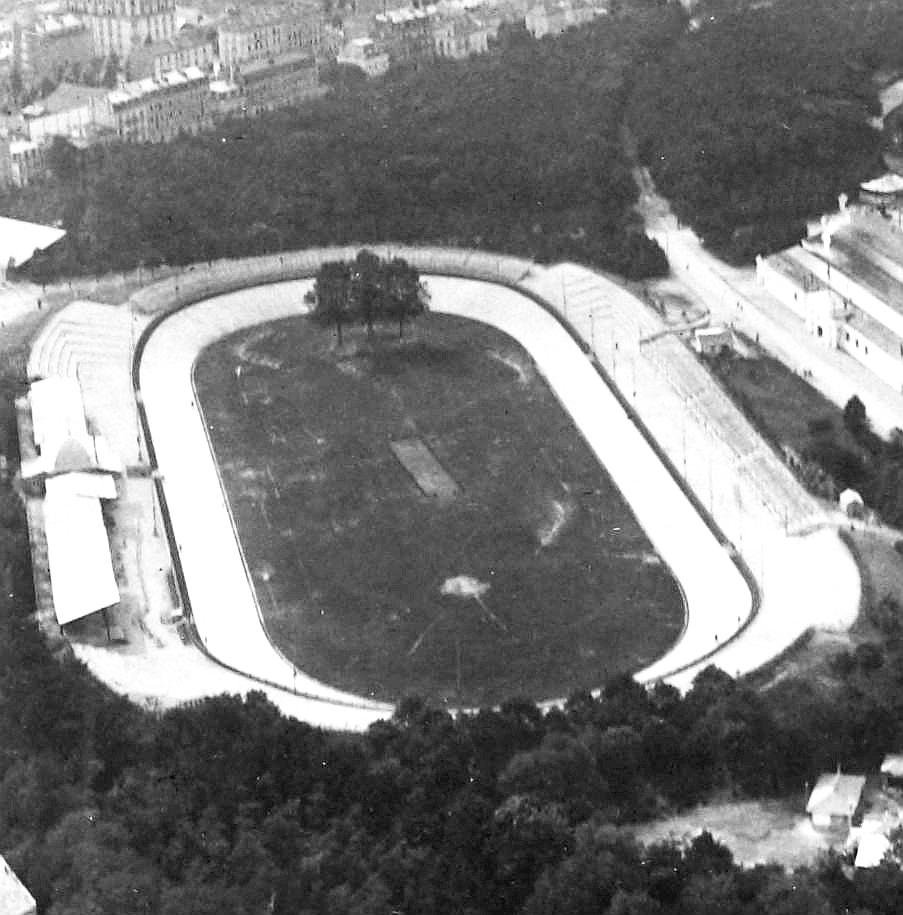
نمایی از ورزشگاه ولودروم در ۱۹۰۰ میلادی

ورزشگاه ولودروم دو ونسن (فرانسوی: Vélodrome de Vincennes‎) یک ورزشگاه دوچرخه‌سواری در پارک ونسن، پاریس، فرانسه است.
این ورزشگاه که در سال ۱۸۹۴ میلادی تأسیس شده دارای ۲۰٬۰۰۰ نفر ظرفیت می‌باشد و میزبان بازی‌های المپیک تابستانی ۱۹۰۰ و بازی‌های المپیک تابستانی ۱۹۲۴ بوده‌است.
پیست این ورزشگاه در سال ۲۰۱۲ و چمن مصنوعی آن در سال ۲۰۱۵ مورد بازسازی گرفته‌است.

Vélodrome Jacques-Anquetil